# Un adultère
Pour plus de détails, voir Fiche technique et Distribution.

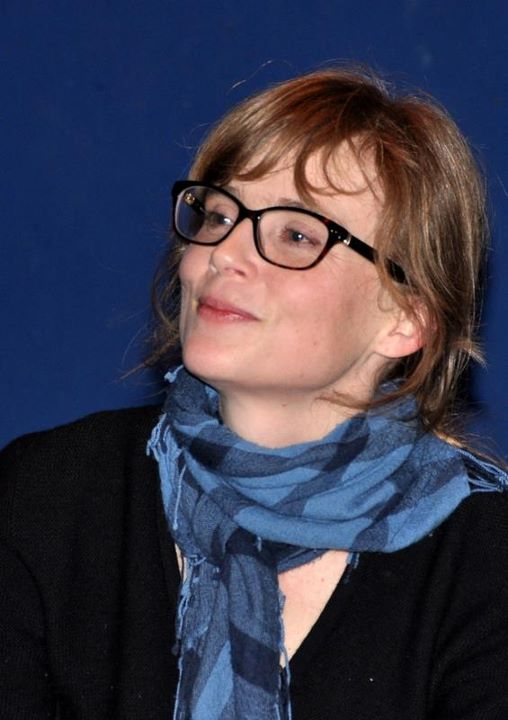
L'actrice principale Isabelle Carré, qui retrouve le réalisateur Philippe Harel, vingt ans après le film qui les a révélés, La Femme défendue.

Un adultère est un téléfilm français réalisé par Philippe Harel et diffusé pour la première fois le 5 octobre 2018 sur Arte.
Cette première diffusion fait un succès d’audience avec 6,5 % de PDA et 1,367 million de téléspectateurs. Il s’agit de la deuxième meilleure audience de l’année 2018 pour la case Fiction sur Arte.

## Synopsis
L'histoire d'un adultère qui, comme il se doit, met en scène trois personnages : à Paris, Julien, agent immobilier, trompe sa femme Marie - qui tient un petit salon de thé - avec Alice, jolie étudiante de 25 ans. Quel avenir pour cette histoire ? Quelle place pour l'entourage : Mathias, le fils unique du couple, adolescent, David, le collègue et ami de Julien, ou encore la mère de Marie ?

## Fiche technique
- Titre original : Un adultère
- Titre international : Infidelity
- Réalisation : Philippe Harel
- Scénario :  Stéphanie Vasseur
- Adaptation et Dialogues : Éric Assous
- Photographie : Matthieu Poirot-Delpech
- Son : François de Morant
- Scripte : Bénédicte Teiger
- Montage :  Julie Clémencin
- 1er assistant réalisateur : Rodolphe Kriegel
- 2e assistant réalisateur : Anne-Lise Fabretti
- Assistant réalisateur adjoint : Elsa Rysto
- 1er assistant OPV : Pierre Chevrin
- 2e assistant OPV : Matin Rossini
- Assistante OPV adjointe : Celine Baril
- Chef électricien : david Kremer
- Électricien 2 : Thaïs Beaufils
- Électricien 3 : Edouard Alvernhe
- Chef machiniste : Carlos Ribeiro Ladure
- Chef costumière : Julie Miel
- Habilleuse : Françoise Le tellec
- Coiffure : Christine Cardaropoli
- Maquillage : Françoise Chapuis
- Assistant son : Josselin Panchout
- Responsable repérages : Maxence Tasserit
- Responsable repérages 2 : Pierre Molina
- Responsable repérages 3 : Gaetan Salin
- Directeur de Production : Michel Dubois
- Administratrice de production : Agathe Astira
- Assistante de production : Emeline Brest
- Directrice de casting : Fabienne Bichet
- Productrice : Florence Dormoy
- Sociétés de production : Scarlett Production, Arte, TV5 Monde
- Pays d'origine :  France
- Langue originale : français
- Format : couleur
- Genre : drame
- Diffusion : 5 octobre 2018 sur Arte

## Distribution
- Isabelle Carré : Marie Lemonnier
- Xavier Lemaître : Julien Lemonnier
- Roxane Arnal : Alice
- David Stone : David Loussine, le collègue et ami de Julien
- Brigitte Fossey : la mère de Marie
- Ange Dargent : Mathias Lemonnier, le fils unique de Marie et Julien
- Anna Mihalcea : Morgane,  la colocataire d'Alice
- Virgil Leclaire : Kader, le petit ami de Morgane
- Romane Portail : Lola, la compagne hôtesse de l'air de David
- Aurélia Petit : la mère d'Alice
- Alain Guillo : le père d'Alice
- Lola Cès : l'infirmière
- Arnaud Viard : un client du salon
- Xavier Aubert : Mazolla, l'acheteur du salon
- Gérard Wurtz : le médecin
- Sylvie Bourgeois Harel : la secrétaire de la maison d'édition
- Marie Combeau : la serveuse enceinte au salon
- Éric Assous : un employeur

## Prix et Sélections

### Récompenses
- 2018 : Festival de Luchon[2]
  - Meilleur espoir féminin[3] pour Roxane Arnal
  - Prix d’interprétation masculine[4] pour Xavier Lemaitre
- 2018 : COLCOA French Film Festival : Prix du public[5]

### Sélections
- 2018 : sélectionné en compétition officielle[6] au Festival international des programmes audiovisuels de Biarritz

## Accueil critique
Le magazine Moustique qualifie le téléfilm d'« intelligent et sensible à la fois ».

## Autour du film
C'est exactement vingt ans après La Femme défendue (1997) que Philippe Harel retrouve Isabelle Carré pour une nouvelle histoire d'adultère.
Un adultère est le dernier film du directeur de la photographie Matthieu Poirot-Delpech, mort à Paris le 25 novembre 2017.